# Allal Ben Kassou
Allal Benkassou, Também escrito Kassou ( 11 Novembro 1941 – 29 Outubro 2013 em Rabat) Foi um futebolista marroquino que atuou como goleiro.
Benkassou jogou futebol em clubes pelo FAR Rabat.
Benkassou jogou pela seleção nacional de Marrocos nas Olimpíadas de Verão de 1964, onde enfrentou a Jugoslávia e a Hungria, e na Copa do Mundo da FIFA de 1970, onde jogou contra a Alemanha Ocidental e o Peru. Ele foi um membro não utilizado da equipe nas Olimpíadas de Verão de 1972. Benkassou atuou 116 vezes pela seleção de futebol de Marrocos.[carece de fontes?]
Em 2006, ele foi selecionado pela CAF como um dos 200 melhores jogadores de futebol africanos dos últimos 50 anos.